# SpaceX CRS-24
SpaceX CRS-24 eller SpX-24 var en flygning till Internationella rymdstationen med SpaceX:s rymdfarkost Dragon 2. Farkosten sköts upp av en Falcon 9-raket, från Kennedy Space Center LC-39, den 21 december 2021.
Farkosten dockade med rymdstationen den 22 december 2021.
Farkosten lämnade rymdstationen den 23 januari 2022, några timmar senare återinträdde den i jordens atmosfär och landade i Mexikanska golfen.